# Bistro (Kreditwesen)
Bistro ist ein Akronym und steht für englisch Broad Index Secured Trust Offering. Die Idee geht auf Bill Demchak, einen Manager bei JP Morgan, zurück. Bistro basiert auf der Versicherung von Krediten, den sogenannten Credit Default Swaps (CDS). Mehrere Credit Swaps werden dabei gebündelt an Zweckgesellschaften (Special Purpose Vehicle, SPV) verkauft. Die Zweckgesellschaften finanzieren sich einerseits über die Verbriefung der Bistro-Wertpapiere in großen Tranchen an Großinvestoren und andererseits durch die Prämienzahlung aus der Kreditversicherung. 
Das Modell wird neben der Verbriefung risikoreicher Immobilienkredite (Subprime-Markt) als Hauptursache für die Wirtschafts- und Finanzkrise des beginnenden 21. Jahrhunderts betrachtet. 
Laut Schätzungen betrug das Gesamtvolumen dieses Modells Ende 2008 57 Billionen US-Dollar.